# 波洛克角
波洛克角（英語：Cape Pollock），是南極洲的海岬，位於喬治五世地，處於寧尼斯冰川終點西面的德臣島北端，由澳大拉西亞探險隊發現，現時由南極條約體系管理。